# Canton de Lurcy-Lévis
Le canton de Lurcy-Lévis est une ancienne division administrative française située dans le département de l'Allier et la région Auvergne.

## Géographie
Ce canton était organisé autour de Lurcy-Lévis dans l'arrondissement de Moulins. Son altitude variait de 180 m (Château-sur-Allier) à 318 m (Limoise) pour une altitude moyenne de 205 m.

## Histoire
Le canton a été supprimé en mars 2015 à la suite du redécoupage des cantons du département. Ses communes ont rejoint le canton de Bourbon-l'Archambault.

## Représentation

### Conseillers généraux de 1833 à 2015
| Période | Période          | Identité                                             | Étiquette              | Qualité |
| ------- | ---------------- | ---------------------------------------------------- | ---------------------- | --- |
| 1833    | 1835 (décès)     | Antoine Chauchard (1782-1835)                        |                        | Armateur, propriétaire à Roche, Aubigny |
| 1835    | 1845             | Baron Léonce de Bonnefoy                             | Royaliste              | Propriétaire à Lurcy-Lévis, ancien officier de cavalerie |
| 1845    | 1848             | Antoine-Narcisse Lafond                              | Majorité conservatrice | Négociant, ancien juge au tribunal de commerce de la Seine Régent de la Banque de France Député de la Nièvre (1831-1846) Propriétaire à Lurcy-Lévy             |
| 1848    | 1852 (démission) | Jean Baptiste Siramy                                 | Républicain            | Juge de paix Propriétaire à Saint-Plaisir |
| 1852    | 1853 (démission) | Baron Léonce de Bonnefoy                             | Royaliste              | Propriétairee, maire de Lurcy-Lévis |
| 1853    | 1871             | Claude Elphège Jourdier de La Charnée                |                        | Maire de Moulins (1851-1860), puis du Veurdre Propriétaire au Veurdre                                                                                          |
| 1871    | 1880 (décès)     | Rodolphe Thuret (1825-1880)                          | Gauche                 | Propriétaire du château de Champroux et maire de Pouzy-Mésangy                                                                                                 |
| 1880    | 1882 (décès)     | Jean Balthazar Vinatier (1832-1882)                  |                        | Docteur en médecine Maire de Lurcy-Lévis |
| 1882    | 1883             | Léon Roquet                                          | Républicain            | Avocat à la cour de Paris Propriétaire à Franchesse (Le Veurdre) Député (1882-1885)                                                                            |
| 1883    | 1895             | Pierre Alfred Petitjean                              | Républicain            | Banquier - Adjoint au maire de Lurcy-Lévis |
| 1895    | 1900 (décès),    | François Routy (1844-1900)                           | Rad.                   | Négociant - Maire du Veurdre, conseiller d'arrondissement |
| 1900    | 1913             | Jacques-Henri Mage                                   | Rad.                   | Notaire - Maire de Lurcy-Lévis, conseiller d'arrondissement |
| 1913    | 1919             | Raymond Thuret (1868-1952) (fils de Rodolphe Thuret) | Droite                 | Propriétaire et maire de Pouzy-Mésangy, conseiller d'arrondissement                                                                                            |
| 1919    | 1937             | Joseph Gaume (1873-1945)                             | SFIO puis PC-SFIC      | Négociant en quincaillerie Maire de Lurcy-Lévis, conseiller d'arrondissement                                                                                   |
| 1937    | 1940             | Émile Maurice (1894-1974)                            | Rad. ind.              | Ingénieur agricole Maire de Lurcy-Lévis (1935-1965) Nommé membre de la Commission administrative départementale en 1941 Nommé conseiller départemental en 1942 |
|         |                  |                                                      |                        | |
| 1945    | 1951             | Gilbert Milavaud (1902-1971)                         | PCF                    | Maçon couvreur puis entrepreneur en maçonnerie Maire de Saint-Léopardin-d'Augy                                                                                 |
| 1951    | 1964             | Émile Maurice                                        | Rad. ind.              | Maire de Lurcy-Lévis (1935-1965) |
| 1964    | 1982             | Julien Dumont (1920-2014)                            | PCF                    | Cultivateur Maire de Pouzy-Mésangy (1957-1995) |
| 1982    | 1988             | Michel Tissier                                       | RPR                    | Docteur vétérinaire Maire de Lurcy-Lévis (1983-1995) |
| 1988    | 2001             | Roger Friaud                                         | PCF                    | Agriculteur Maire de Couleuvre (1974-2008) |
| 2001    | 2008             | Jacques Bourdier                                     | URB-DVD                | Exploitant forestier Maire de Lurcy-Lévis (1995-2013) |
| 2008    | 2015             | Nicolas Thollet                                      | PCF                    | Animateur de prévention à La Poste Maire de Pouzy-Mésangy depuis 2005 Vice-Président du Conseil général                                                        |

### Conseillers d'arrondissement (de 1833 à 1940)
| Période                                  | Période          | Identité                             | Étiquette           | Qualité |
| ---------------------------------------- | ---------------- | ------------------------------------ | ------------------- | --- |
| 1833                                     | 1842             | Joseph Girodeau                      |                     | Maire de Couleuvre                                                                                          |
| 1842                                     | 1853             | Claude Elphège Jourdier de Lacharnée |                     | Propriétaire du château du Veurdre, maire de Moulins (1851-1863) puis du Veurdre (1865-1870)                |
|                                          |                  |                                      |                     | |
|                                          | 1876 (démission) | Paul Burguin (1823-1891)             | Républicain         | Manufacturier (porcelainier) à Couleuvre                                                                    |
| 1876                                     | 1880             | Alexandre Vinatier                   | Républicain         | Médecin à Lurcy-Lévy, député (1881-1882)                                                                    |
| 1880                                     | 1886             | Paul Burguin                         | Républicain         | Manufacturier, maire de Couleuvre                                                                           |
| 1886                                     | 1895             | François Routy (1844-1900)           | Républicain         | Négociant, maire du Veurdre                                                                                 |
| 1895                                     | 1900 (démission) | Jacques-Henri Mage                   | Rad.                | Notaire - Maire de Lurcy-Lévis                                                                              |
| 1900                                     | 1910             | Pierre Laverne (1851-1922)           | Rad.                | Propriétaire, menuisier, conseiller municipal et ancien maire de Pouzy-Mésangy                              |
| 1910                                     | 1913             | Raymond Thuret                       | Républicain libéral | Propriétaire, maire de Pouzy-Mésangy                                                                        |
| 1913                                     | 1919             | Joseph Gaume                         | SFIO                | Négociant en quincaillerie, maire de Lurcy-Lévis                                                            |
| 1919                                     | 1922             | Gabriel Bernadat                     | SFIO                | Marchand de vins en gros à Pouzy-Mésangy                                                                    |
| 1922                                     | 1940             | François Judet                       | Rad. puis PDP       | Maire de Neure                                                                                              |
| 1940                                     |                  |                                      |                     | Les conseils d'arrondissement ont été suspendus par la loi du 12 octobre 1940 et n'ont jamais été réactivés |
| Les données manquantes sont à compléter. |                  |                                      |                     | |

Sources : Archives départementales de l'Allier, rubrique "Presse" - https://archives.allier.fr/archives-en-ligne/presse?arko_default_63e27309704a6--ficheFocus=

## Composition
Le canton de Lurcy-Lévis regroupait neuf communes et comptait 4 651 habitants en 2012 (population municipale).
| Nom                     | Code Insee | Intercommunalité       | Population (dernière pop. légale) |
| ----------------------- | ---------- | ---------------------- | --------------------------------- |
| Lurcy-Lévis (chef-lieu) | 03155      | CA Moulins Communauté  | 1 942 (2014)                      |
| Château-sur-Allier      | 03064      | CA Moulins Communauté  | 180 (2014)                        |
| Couleuvre               | 03087      | CC du Pays de Tronçais | 560 (2014)                        |
| Couzon                  | 03090      | CA Moulins Communauté  | 276 (2014)                        |
| Limoise                 | 03146      | CA Moulins Communauté  | 166 (2014)                        |
| Neure                   | 03198      | CA Moulins Communauté  | 180 (2014)                        |
| Pouzy-Mésangy           | 03210      | CA Moulins Communauté  | 396 (2014)                        |
| Saint-Léopardin-d'Augy  | 03241      | CA Moulins Communauté  | 344 (2014)                        |
| Le Veurdre              | 03309      | CA Moulins Communauté  | 466 (2014)                        |

## Démographie
| 1962  | 1968  | 1975  | 1982  | 1990  | 1999  | 2006  | 2011  | 2012  |
| ----- | ----- | ----- | ----- | ----- | ----- | ----- | ----- | ----- |
| 6 718 | 6 530 | 5 806 | 5 459 | 4 971 | 4 843 | 4 837 | 4 756 | 4 651 |